# Silene favargeri
Silene favargeri är en nejlikväxtart som beskrevs av Gilbert François Bocquet. Silene favargeri ingår i släktet glimmar, och familjen nejlikväxter. Inga underarter finns listade i Catalogue of Life.